# 아일랜드 국민주의
아일랜드 국민주의는 아일랜드인을 하나의 국민으로 상정하는 국민주의 이념이다. 현재 아일랜드섬은 독립국인 남아일랜드와 영국령인 북아일랜드로 분단된 상태이기 때문에, 아일랜드 국민주의자라고 하면 대개 아일랜드의 재통일을 지지하는 사람을 의미한다. 아일랜드 국민주의자들은 런던의 지배는 아일랜드의 이해에 반한다고 주장한다.